# ساتيروس المشاء
ساتيروس مؤرخ وفيلسوف ينتمي للمدرسة المشائية. ترجع أصوله إلى مانغالايا، وذلك وفق ما ذكرته بردية هركولانيوم. عاش ساتيروس قبل عصر بطليموس السادس (181–146 ق.م.). وصفه أثينايوس بالمشّاء، لكنه لم يحدد صلته بالمدرسة المشائية. كتب ساتيروس عدة سير ذاتية لشخصيات شهيرة منها الملوك مثل ديونيسيوس الأصغر [الإنجليزية] وفيليب الثاني المقدوني، ورجال دولة مثل ألكيبيادس، وخطباء مثل ديموستيني، وشعراء مثل إسخيلوس وسوفوكليس ويوربيديس، وفلاسفة مثل بياس البرييني وخيلون وفيثاغورس وأمبادوقليس وزينون الإيلي وأناكساغوراس وسقراط وديوجانس الكلبي وأناكسارخوس وستيلبو [الإنجليزية]. كما كتب عن سكان الإسكندرية، كما عُثر على أجزاء السيرة الذاتية التي كتبها عن عالم الدراما الأثيني يوريبيدز في نهاية لفافة من ورق البردي اكتشفت في أوكسيرينخوس في أوائل القرن العشرين.